# Seznam mistryň světa v orientačním běhu – štafety
Seznam mistryň světa v orientačním běhu ve štafetovém závodě seřazen podle data od roku 1966. Ženské štafety se běhají od počátku v tříčlenném složení kromě rozmezí let 1981–2001, kdy byly čtyřčlenné.

## Ženy
| Rok     | Zlato                                                                                       | Stříbro                                                                                   | Bronz                                                                                        | Parametry |
| ------- | ------------------------------------------------------------------------------------------- | ----------------------------------------------------------------------------------------- | -------------------------------------------------------------------------------------------- | --------- |
| MS 1966 | Švédsko Kerstin Granstedtová Eivor Steen-Olssonová Gunborg Ahlingová                        | Finsko Anja Meldoová Pirjo Ruotsalainenová Raila Hoviová                                  | Norsko Astrid Hansenová Ragnhild Kristensenová Ingrid Thoresenová                            |           |
| MS 1968 | Norsko Astrid Rødmyrová Astrid Hansenová Ingrid Hadlerová                                   | Švédsko Gun-Britt Nybergová Kerstin Granstedtová Ulla Lindkvistová                        | Finsko Pirjo Seppäová Tuula Hoviová Raila Kerkeläová                                         |           |
| MS 1970 | Švédsko Birgitta Larssonová Eivor Steen-Olssonová Ulla Lindkvistová                         | Bulharsko Magda Horváthová Ágnes Hegedűsová Sarolta Monspartová                           | Norsko Astrid Rødmyrová Kristin Danielsenová Ingrid Hadlerová                                |           |
| MS 1972 | Finsko Sinikka Kukkonenová Pirjo Seppäová Liisa Veijalainenová                              | Švédsko Brigitta Johanssonová Ulla Lindkvistová Birgitta Larssonová                       | Československo Naděžda Mertová Renata Vlachová Anna Handzlová                                |           |
| MS 1974 | Švédsko Birgitta Larssonová Monica Anderssonová Kristin Cullmanová                          | Norsko Kristin Danielsenová Ingrid Hadlerová Linda Verdeová                               | Československo Dana Procházková Anna Handzlová Renata Vlachová                               |           |
| MS 1976 | Švédsko Ingrid Ohlssonová Kristin Cullmanová Anne Lundmarková                               | Finsko Outi Borgenströmová Sinikka Kukkonenová Liisa Veijalainenová                       | Bulharsko Irén Rostásová Magda Kovácsová Sarolta Monspartová                                 |           |
| MS 1978 | Finsko Outi Borgenströmová Marita Ruohoová Liisa Veijalainenová                             | Švédsko Eva Mobergová Karin Rabeová Kristin Cullmanová                                    | Švýcarsko Ruth Baumbergerová Ruth Humbelová Hanni Friesová                                   |           |
| MS 1979 | Finsko Leena Silvennoinenová Leena Salmenkyläová Liisa Veijalainenová                       | Norsko Anne Berit Eidová Astrid Carlsonová Brit Voldenová                                 | Švédsko Anna-Lena Axelssonová Karin Rabeová Monica Anderssonová                              |           |
| MS 1981 | Švédsko Arja Hannusová Barbro Lönnkvistová Karin Rabeová Annichen Kringstadová              | Finsko Helena Mannervesiová Marita Ruohoová Liisa Veijalainenová Outi Borgenströmová      | Švýcarsko Ruth Schmidová Annelies Meierová Irene Bucherová Ruth Humbelová                    |           |
| MS 1983 | Švédsko Karin Rabeová Marita Skogumová Kerstin Månssonová Annichen Kringstadová             | Československo Iva Kalibánová Eva Bártová Jana Hlaváčová Ada Kuchařová                    | Dánsko M. Filskovová Hanne Birkeová Karin Jexnerová Dorthe Hansenová                         |           |
| MS 1985 | Švédsko Karin Rabeová Christina Blomqvistová Kerstin Månssonová Annichen Kringstadová       | Norsko Ragnhild Bratbergová Hilde Tellesbøová Helle Johansenová Ellen-Sofie Olsviková     | Švýcarsko Susanne Luscherová Frauke Sondereggerová Brigitte Zurcherová Ruth Humbelová        |           |
| MS 1987 | Norsko Ragnhild Bratbergová Ragnhild Bente Andersenová Ellen Sofie Olsviková Brit Voldenová | Švédsko Arja Hannusová Katarina Borgová Marita Skogumová Karin Rabeová                    | Československo Iva Kalibánová Iva Slaninová Ada Kuchařová Jana Galíková                      |           |
| MS 1989 | Švédsko Karin Rabeová Arja Hannusová Kerstin Haglundová Marita Skogumová                    | Československo Petra Wagnerová Jana Cieslarová Ada Kuchařová Jana Galíková                | Finsko Marja Liisa Portinová Ulla Mänttäriová Annika Viiloová Eija Koskivaaraová             |           |
| MS 1991 | Švédsko Arja Hannusová Christina Blomqvistová Marlena Janssonová Marita Skogumová           | Norsko Hanne Sandstadová Heidi Arnesenová Ragnhild Bratbergová Ragnhild Bente Andersenová | Československo Marcela Kubatková Jana Galíková Ada Kuchařová Jana Cieslarová                 |           |
| MS 1993 | Švédsko Anette Nilssonová Marlena Janssonová Anna Bogrenová Marita Skogumová                | Finsko Johanna Tiiraová Kirsi Tiiraová Annika Viiloová Eija Koskivaaraová                 | Česko Petra Novotná Mária Honzová Marcela Kubatková Jana Cieslarová                          |           |
| MS 1995 | Finsko Kirsi Tiiraová Reeta-Mari Kolkkalaová Eija Koskivaaraová Annika Viiloová             | Švédsko Anette Granstedtová Maria Gustafssonová Anna Bogrenová Marlena Janssonová         | Česko Petra Novotná Mária Honzová Marcela Kubatková Jana Cieslarová                          |           |
| MS 1997 | Švédsko Anna Bogrenová Gunilla Svärdová Cecilia Nilssonová Marlena Janssonová               | Norsko Torunn Fossli Sæthreová Elisabeth Ingvaldsenová Hanne Sandstadová Hanne Staffová   | Švýcarsko Brigitte Wolfová Marie-Luce Romanensová Vroni Königová Sabrina Meister-Fesselerová |           |
| MS 1999 | Norsko Birgitte Husebyeová Elisabeth Ingvaldsenová Hanne Sandstadová Hanne Staffová         | Finsko Reeta-Mari Kolkkalaová Sanna Nymalmová Kirsi Tiiraová Johanna Asklöfová            | Švédsko Katarina Allbergová Marlena Janssonová Anette Granstedtová Gunilla Svärdová          |           |
| MS 2001 | Finsko Reeta Kolkkalaová Liisa Anttilaová Marika Mikkolaová Johanna Asklöfová               | Švédsko Katarina Allbergová Jenny Johanssonová Cecilia Nilssonová Gunilla Svärdová        | Norsko Birgitte Husebyeová Linda Antonsenová Elisabeth Ingvaldsenová Hanne Staffová          |           |
| MS 2003 | Švýcarsko Birgitte Wolfová Vroni König-Salmiová Simone Luderová                             | Švédsko Gunilla Svärdová Karolina A. Höjsgaardová Jenny Johanssonová                      | Norsko Elisabeth Ingvaldsenová Birgitte Husebyeová Hanne Staffová                            |           |
| MS 2004 | Švédsko Gunilla Svärdová Jenny Johanssonová Karolina A Höjsgaardová                         | Finsko Marika Mikkolaová Minna Kauppiová Heli Jukkolaová                                  | Norsko Birgitte Husebyeová Elisabeth Ingvaldsenová Hanne Staffová                            |           |
| MS 2005 | Švýcarsko Lea Müllerová Vroni König Salmiová Simone Niggli-Luderová                         | Norsko Marianne Andersenová Marianne Riddervoldová Anne Margrethe Hauskenová              | Švédsko Jenny Johanssonová Karolina A. Höjsgaardová Emma Engstrandová                        |           |
| MS 2006 | Finsko Paula Haapakoskiová Heli Jukkolaová Minna Kauppiová                                  | Švédsko Jenny Johanssonová Kajsa Nilssonová Karolina A. Höjsgaardová                      | Švýcarsko Martina Fritschyová Vroni Koenig-Salmiová Simone Niggli-Luderová                   |           |
| MS 2007 | Finsko Paula Haapakoskiová Heli Jukkolaová Minna Kauppiová                                  | Švédsko Annika Billstamová Emma Engstrandová Helena Janssonová                            | Norsko Ingunn Hultgreen Weltzienová Marianne Andersenová Anne Margrethe Hauskenová           |           |
| MS 2008 | Finsko Katri Lindeqvistová Merja Rantanenová Minna Kauppiová                                | Rusko Galina Vinogradovová Julia Novikovová Taťána Rjabkinová                             | Švédsko Annika Billstamová Sofie Johanssonová Helena Janssonová                              |           |
| MS 2009 | Norsko Betty Ann Bjerkreim Nilsenová Anne Margrethe Hauskenová Marianne Andersenová         | Švédsko Karolina A.Höjsgaardová Kajsa Nilssonová Helena Janssonová                        | Finsko Bodil Holmströmová Merja Rantanenová Minna Kauppiová                                  |           |
| MS 2010 | Finsko Anni-Maija Finckeová Merja Rantanenová Minna Kauppiová                               | Norsko Elise Egsethová Anne Margrethe Hauskenová Marianne Andersenová                     | Švédsko Annika Billstamová Emma Claessonová Helena Janssonová                                |           |
| MS 2011 | Finsko Anni-Maija Finckeová Merja Rantanenová Minna Kauppiová                               | Česko Martina Zvěřinová Eva Juřeníková Dana Brožková                                      | Švédsko Helena Janssonová Tove Alexanderssonová Annika Billstamová                           |           |
| MS 2012 | Švýcarsko Ines Brodmannová Judith Wyderová Simone Niggli-Luderová                           | Švédsko Annika Billstamová Helena Janssonová Tove Alexanderssonová                        | Norsko Silje Ekroll Jahrenová Mari Fastingová Anne Margrethe Hauskenová                      |           |
| MS 2013 | Norsko Heidi Bagstevoldová Mari Fastingová Anne Margrethe Hauskenová                        | Finsko Venla Niemiová Anni-Maija Finckeová Minna Kauppiová                                | Švýcarsko Sara Luescherová Judith Wyderová Simone Niggli-Luderová                            |           |
| MS 2014 | Švýcarsko Sara Lüscherová Sabine Hauswirthová Judith Wyderová                               | Dánsko Emma Klingenbergová Ida Bobachová Maja Almová                                      | Švédsko Helena Janssonová Annika Billstamová Tove Alexanderssonová                           |           |
| MS 2015 | Dánsko Maja Almová Ida Bobachová Emma Klingenbergová                                        | Norsko Heidi Bagstevoldová Mari Fastingová Anne Margrethe Hauskenová                      | Švédsko Helena Janssonová Annika Billstamová Emma Johanssonová                               |           |
| MS 2016 | Rusko Anastasija Rudná Světlana Mironovová Natalija Gemperleová                             | Dánsko Signe Klintingová Ida Bobachová Maja Almová                                        | Finsko Sari Anttonenová Marika Teiniová Merja Rantanenová                                    |           |
| MS 2017 | Švédsko Emma Johanssonová Helena Janssonová Tove Alexanderssonová                           | Rusko Anastasija Rudná Světlana Mironovová Natalija Gemperleová                           | Finsko Venla Harjuová Marika Teiniová Merja Rantanenová                                      |           |
| MS 2018 | Švýcarsko Elena Roosová Julia Jakobová Judith Wyderová                                      | Švédsko Helena Bergmanová Karolin Ohlssonová Tove Alexanderssonová                        | Rusko Anastasija Rudná Taťána Rjabkinová Natalija Gemperleová                                |           |
| MS 2019 | Švédsko Lina Strandová Tove Alexanderssonová Karolin Ohlssonová                             | Švýcarsko Sabine Hauswirthová Simona Aebersoldová Julia Jakobová                          | Rusko Anastasija Rudná Taťána Rjabkinová Natalija Gemperleová                                |           |
| MS 2021 | Švédsko Lisa Risbyová Sara Hagströmová Tove Alexanderssonová                                | Švýcarsko Elena Roosová Sabine Hauswirthová Simona Aebersoldová                           | Norsko Marie Olaussenová Kamilla Steiwerová Andrine Benjaminsenová                           |           |
| MS 2023 | Švédsko Hanna Lundberg Sara Hagstrom Tove Alexandersson                                     | Švýcarsko Elena Roos Natalia Gemperle Simona Aebersold                                    | Norsko Marianne Andersen Marie Olaussen Andrine Benjaminsen                                  |           |

## Medailová klasifikace podle zemí
Úplná medailová tabulka:
| Medailová klasifikace podle zemí | Medailová klasifikace podle zemí | Medailová klasifikace podle zemí | Medailová klasifikace podle zemí | Medailová klasifikace podle zemí | Medailová klasifikace podle zemí |
| Umístění                         | Země                             | Zlato                            | Stříbro                          | Bronz                            | Součet                           |
| -------------------------------- | -------------------------------- | -------------------------------- | -------------------------------- | -------------------------------- | -------------------------------- |
|                                  | Švédsko                          | 15                               | 12                               | 8                                | 35                               |
|                                  | Finsko                           | 10                               | 7                                | 5                                | 22                               |
|                                  | Norsko                           | 5                                | 8                                | 8                                | 21                               |
| 4.                               | Švýcarsko                        | 5                                | 2                                | 6                                | 13                               |
| 5.                               | Dánsko                           | 1                                | 2                                | 1                                | 4                                |
| 5.                               | Rusko                            | 1                                | 2                                | 2                                | 5                                |
| 7.                               | Česko                            | -                                | 3                                | 6                                | 9                                |
| 8.                               | Bulharsko                        | -                                | 1                                | 1                                | 2                                |